# Џахилија
Џахилија (арап. جاهلية‎, ǧāhiliyyah/jāhilīyah, „незнање”) је исламски концепт за период „незнања божанске мудрости” или „стање непознавања вођства од Бога” или „Дани незнања” односећи се на време у којем су се Арапи налазили у пре-исламској Арабији, пре откровења Курана Мухамеду. Корен речи џахилија произилази из арапског глагола џахала - бити незналица или глуп, понашати се глупо.

## Историјски концепт
Овај термин се може користити када се односи на арапску културу пре појаве ислама.
Арапска племена су пре појаве ислама била углавном номадска, са јаком организацијом заједнице и специфичним друштвеним правилима. Култура им је била патријархална, са основним религијским уверењима. Трагови монотеизма могу се наћи у „ханиф” фигурицама, док је већина њихових верских уверења била заснована на обожавању идола и годишња скупљања око Ћабе ради трговине и размене. У свом дубљем смислу овај термин се више користи као услов а не као временски период, стога се џахилија користи у представљању периода таме и незнања који је претходио прихватању откровења. То се односи на опште стање оних који нису прихватили муслиманску веру.

## Поезија џахилије
С обзиром на то да су стари Арапи још у то доба имали веома развијену усмену књижевност, поезију пре свега, која је била стотинама година памћена од стране заједнице и преношена с „колена на колено“, све док у 8. веку није започето њено системско сакупљање и записивање. Тиме су настале збирка седам Муалака великог рапсода Хамада ер-Равије, затим, зборници „Муфадалијат” и „Асмаијат” (добили су назив Према својим сачинитељима - ел-Муфадал ед-Даби и ел-Асмаи). Век касније, настала је и чувена антологија Хамаса Абу Темама, као и „Књига о песништву и песницима” Ибн Кутејбе, потом и „Књига песама”, Коју је саставио Абу-л-ел-Фереџ Исфахани (умро 967.)
Сва ова дела, иако се често поставља питање њихове (потпуне) аутентичности, значајан су извор за арапску пре-исламску поезију , Која је, пак, не само значајан историјски извор, већ и „свеобухватна слика живота старих Арапа“. У њој налазимо обавештења о унутрашњој слици живота, о томе како су стари Арапи мислили, како су, се односили према животу. 
- Наслов1
- Наслов2
- Наслов2